# Gaudriyadhella
Gaudriyadhella es un género de foraminífero bentónico de estatus incierto, aunque considerado perteneciente a la familia Ataxophragmiidae, de la superfamilia Ataxophragmioidea, del suborden Ataxophragmiina y del orden Loftusiida. Su especie tipo es Marssonella ouachensis. Su rango cronoestratigráfico abarcaba el Barremiense (Cretácico inferior).

## Discusión
Clasificaciones previas incluían Gaudriyadhella en el suborden Textulariina del orden Textulariida o en el orden Lituolida.

## Clasificación
Gaudriyadhella incluía a la siguiente especie:
- Gaudriyadhella ouachensis †